# Ictitherium
Genre
Ictitherium est un genre éteint de carnivore terrestre de la famille des Hyaenidae, qui vivait durant le Miocène et le Pliocène, entre 12 et 5,3 millions d'années. Il était endémique à l'Eurasie et l'Afrique. Il mesurait environ 1,2 m au garrot. 

## Liste d'espèces
- Ictitherium arambourgi
- Ictitherium gaudryi
- Ictitherium hipparionum
- Ictitherium orbingyi
- Ictitherium preforfex
- Ictitherium sinence
- Ictitherium viverrinum (espèce type)

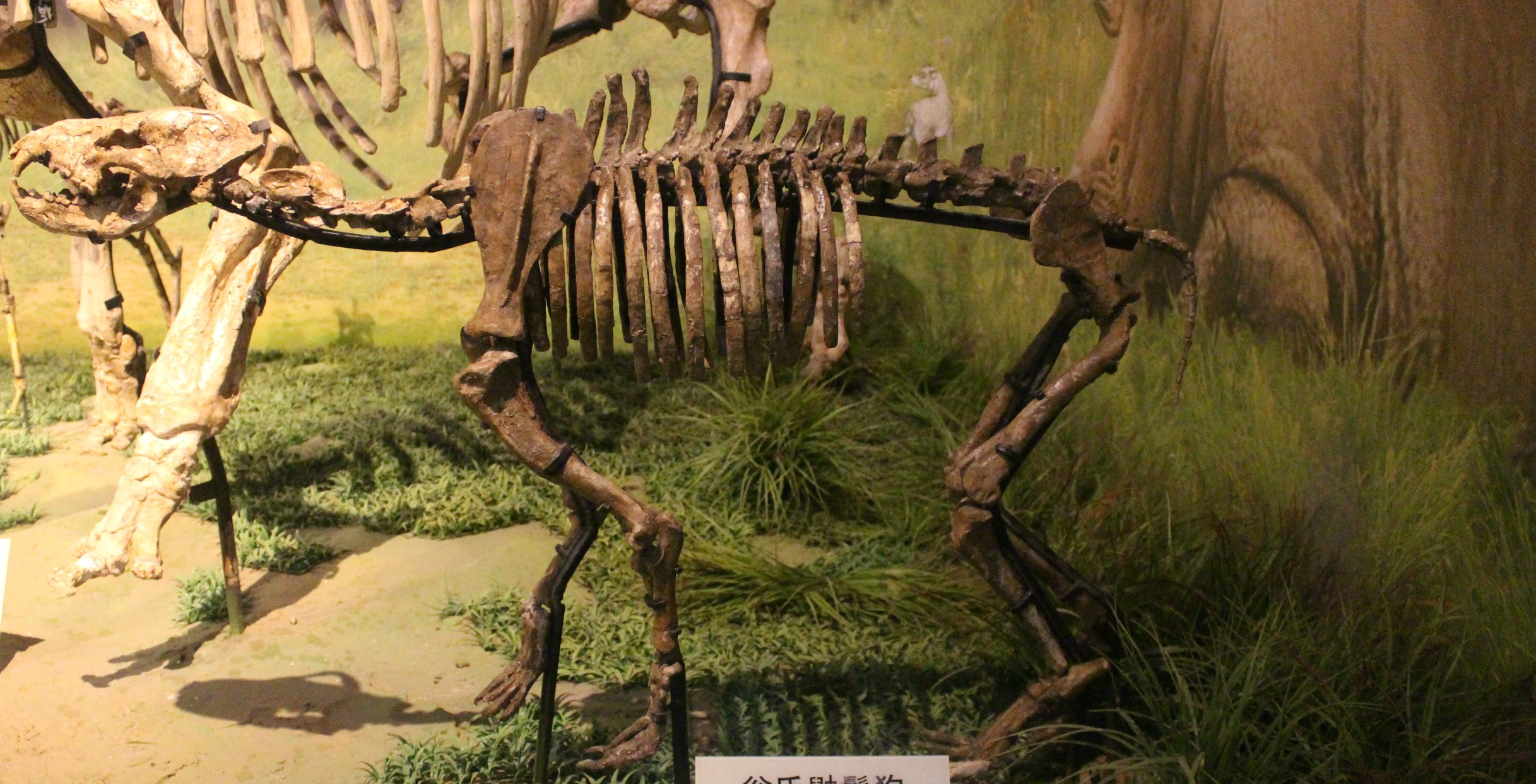